# مارک ردل
مارک ردل (انگلیسی: Mark Redl؛ زادهٔ ۶ ژانویهٔ ۱۹۹۳) بازیکن فوتبال اهل آلمان است.